# Gérald Fauteux
Joseph Honoré Gérald Fauteux, PC, CC (* 22. Oktober 1900 in Saint-Hyacinthe, Québec; † 14. September 1980) war ein kanadischer Richter. Er gehörte von 1949 bis 1973 dem Obersten Gerichtshof von Kanada an und war ab 1970 dessen Vorsitzender (Chief Justice).

## Biografie
Fauteux studierte Recht an der Universität Montreal und erhielt 1925 die Zulassung als Rechtsanwalt. Zusammen mit seinem Großvater gründete er in Montreal die Anwaltskanzlei Mercier & Fauteux. Von 1930 bis 1936 war er als Staatsanwalt für die Stadt Montreal zuständig, 1939 wurde er zum obersten Staatsanwalt der Provinz Québec ernannt. 14 Jahre lang lehrte er Strafrecht an der McGill University und war von 1949 bis 1950 Dekan der dortigen Rechtsfakultät. Er gehörte zu den Gründern der Rechtsfakultät der Universität Ottawa und stand ihr von 1953 bis 1962 als Dekan vor.
1946 war Fauteux für die Kommission der Richter Robert Taschereau und Roy Kellock, die den Fall des übergelaufenen sowjetischen Spions Igor Gusenko untersuchte, als juristischer Berater tätig. Am 22. Dezember 1949 wurde er von Premierminister Louis Saint-Laurent zum Richter am Obersten Gerichtshof von Kanada ernannt. Nach über 20 Jahren im Amt erfolgte am 23. März 1970 durch Premierminister Pierre Trudeau die Ernennung zum Chief Justice. Dieses Amt übte Fauteux bis zum 23. Dezember 1973 aus.